# Escudo de Langreo

Escudo de Langreo.

El escudo de Langreo es el escudo municipal del concejo asturiano de Langreo. Aunque nunca ha sido adoptado de manera oficial, es utilizadocomo escudo municipal desde principios del siglo XX y figura actualmente en la bandera municipal así como en publicaciones, comunicados, edificios, etc.

## Descripción
Se trata de un escudo cortado y medio partido.
- Primer cuartel cortado: la Cruz de los Ángeles en oro y piedras preciosas, acompañado de dos ángeles arrodillados. Este es el emblema del Arzobispado de Oviedo al que perteneció el concejo. Este emblema fue concedido por Alfonso II en 1020 tras producirse este hecho. Continuó siendo concejo de obispalía hasta la época de Felipe II, cuando volvió a ser concejo de realengo.

- Segundo cuartel partido: diez yelmos en plata. Según una de las versiones, simbolizan los diez infanzones de Langreo sublevados por el traspaso de realengo a concejo de obispalía en la Edad Media antes citado. Otras versiones aseguran que representa a diez linajes nobles que tuvieron solar en Langreo.

- Tercer cuartel partido, pico y pala puesto en aspa y en medio una rueda dentada, sobre todo ello la Cruz de la Victoria, concedida en 1796. En este cuartel están los símbolos de la riqueza tradicional de Langreo: la minería y la industria siderúrgica.

Al timbre corona real abierta. Su versión completa presenta dos ramas de laurel concedidas por la Junta de Defensa y posteriores Cortes tras la Guerra de Independencia. 
Hay que destacar que en las vidrieras de la casa consistorial, ampliada en 1941, está dibujado un escudo diferente. Es un escudo cortado. En el primer cuartel cortado: diez cascos de oro, son los diez infanzones de Langreo, en el segundo cuartel cortado: pico y pala y en su centro rueda dentada, son las riquezas del concejo: Minería e Industria. 